# Ninja Warrior Italia
Ninja Warrior Italia è stato un programma televisivo italiano andato in onda nel 2016 su NOVE, adattamento del talent show d'origine giapponese Ninja Warrior.
Il programma è una gara tra persone comuni che devono affrontare un duro percorso a ostacoli che si svolge all'Ippodromo di San Siro a Milano.
I presentatori del programma sono Carolina Di Domenico, Federico Russo, Gabriele Corsi e Massimiliano Rosolino.
Le puntate in programma sono dieci, divise in cinque qualificatorie, due quarti di finale, due semifinali e una finale. In ogni puntata qualificatoria, dei 40 concorrenti in gara solo 15 passeranno ai quarti di finale, poi, i migliori 40 si giocheranno la semifinale e solo i migliori 20 si sfideranno per conquistare il tentativo di scalare la fortezza alta 24 metri del Monte Midoriyama.
Il vincitore del programma si aggiudica un viaggio a Las Vegas per due persone, per assistere come ospite d’onore alla finale di Ninja Warrior USA.

## Svolgimento
In questo programma partecipano quaranta concorrenti, i quali devono sfidarsi in una serie di prove che compongono un percorso a ostacoli completando quest'ultimo nel minor tempo possibile. A ogni puntata, il percorso cambia (nelle prime fasi elementi comuni sono i Five steps, la rete e il Ninja Wall) e la regola principale è non cadere nell'acqua, pena l'eliminazione. Inoltre, prima della puntata ogni giocatore non conosce il tipo di prova a cui dovrà sottoporsi.
La classifica di ogni puntata è data dai concorrenti che hanno completato tutto il percorso nel minor tempo possibile, e dagli altri che, pur non completando il percorso, sono andati più lontano sempre impiegando meno tempo.

## Edizioni
| Edizione | Inizio          | Fine             | Conduzione                                                                  | Sede                          | Telespettatori | Share | Puntate |
| -------- | --------------- | ---------------- | --------------------------------------------------------------------------- | ----------------------------- | -------------- | ----- | ------- |
| 1ª       | 16 ottobre 2016 | 18 dicembre 2016 | Carolina Di Domenico, Gabriele Corsi, Federico Russo, Massimiliano Rosolino | Ippodromo di San Siro, Milano | 371.800        | 1,41% | 10      |

## Puntate

### Prima puntata
Data: Domenica 16 ottobre 2016

#### Percorso
Ogni concorrente per completare il percorso a ostacoli doveva superare queste prove:
- Five Steps: il concorrente doveva iniziare il percorso, camminando su cinque pannelli inclinati di 45 gradi, senza toccare l'acqua e senza cadere;
- Presa d'acciaio: superati i Five Steps, il concorrente doveva rimanere aggrappato a una colonna senza toccare l'acqua durante la discesa;
- Sassi mobili: il concorrente doveva salire su cinque sassi attaccati a delle molle, senza la possibilità di tornare indietro e senza toccarli con le mani;
- La fune e la rete: il concorrente doveva prendere la rincorsa lanciandosi con la fune e attaccarsi a una rete senza toccare l'acqua con nessuna parte del corpo.
- Anelli sospesi: il concorrente doveva camminare su un ponte, aggrappandosi con degli anelli e muovendosi oscillando tra i vari pioli, senza cadere;
- Ninja Wall: il concorrente, per completare il percorso, doveva scalare un muro alto 4 metri, prendendo la rincorsa e schiacciare il pulsante che stoppava il tempo di gara. Al giocatore erano consentiti tre tentativi per scalare la parete.

### Seconda puntata
Data: Domenica 23 ottobre 2016

#### Percorso
Ogni concorrente per completare il percorso a ostacoli doveva superare queste prove:
- Five Steps: il concorrente doveva iniziare il percorso, camminando su cinque pannelli inclinati di 45 gradi, senza toccare l'acqua e senza cadere;
- Porta volante: superati i Five Steps, il concorrente doveva rimanere aggrappato a una porta senza toccare l'acqua durante la discesa;
- Sassi mobili: il concorrente doveva salire su cinque sassi attaccati a delle molle, senza la possibilità di tornare indietro e senza toccarli con le mani;
- Il cerchio e la rete: il concorrente doveva prendere la rincorsa saltando su un tappeto elastico per attaccarsi a un cerchio attaccato a una corda e poi oscillarsi raggiungendo la rete senza toccare l'acqua con nessuna parte del corpo;
- La scala spezzata: il concorrente doveva camminare su una scala, aggrappandosi e muovendosi oscillando tra i vari gradini, senza cadere;
- Ninja Wall: il concorrente, per completare il percorso, doveva scalare un muro alto 4 metri, prendendo la rincorsa e schiacciare il pulsante che stoppava il tempo di gara. Al giocatore erano consentiti tre tentativi per scalare la parete.

### Terza puntata
Data: Domenica 30 ottobre 2016

#### Percorso
Ogni concorrente per completare il percorso a ostacoli doveva superare queste prove:
- Five Steps: il concorrente doveva iniziare il percorso, camminando su cinque pannelli inclinati di 45 gradi, senza toccare l'acqua e senza cadere;
- Il volo dell'angelo: superati i Five Steps, il concorrente doveva aggrapparsi a due lenzuoli attaccati a un trapezio e iniziare la discesa senza toccare l'acqua;
- Il ponte di spade: il concorrente doveva camminare lungo un asse rotante su cui erano posate delle tavole inclinate, cercando di rimanere in equilibrio senza cadere;
- La sbarra e la rete: il concorrente doveva prendere la rincorsa saltando su un tappeto elastico per attaccarsi a una sbarra orizzontale e poi oscillarsi raggiungendo la rete senza toccare l'acqua con nessuna parte del corpo;
- I cerchi volanti: il concorrente doveva muoversi aggrappandosi a quattro cerchi ruotanti attaccati a una sbarra fino al lato opposto della piscina senza cadere;
- Ninja Wall: il concorrente, per completare il percorso, doveva scalare un muro alto 4 metri, prendendo la rincorsa e schiacciare il pulsante che stoppava il tempo di gara. Al giocatore erano consentiti tre tentativi per scalare la parete.

### Quarta puntata
Data: Domenica 6 novembre 2016

#### Percorso
Ogni concorrente per completare il percorso a ostacoli doveva superare queste prove:
- Five Steps: il concorrente doveva iniziare il percorso, camminando su cinque pannelli inclinati di 45 gradi, senza toccare l'acqua e senza cadere;
- La colonna d'Ercole: superati i Five Steps, il concorrente doveva rimanere aggrappato a una colonna senza toccare l'acqua durante la discesa;
- Sassi mobili: il concorrente doveva salire su cinque sassi attaccati a delle molle, senza la possibilità di tornare indietro e senza toccarli con le mani;
- Il trapezio e la rete: il concorrente doveva prendere la rincorsa lanciandosi salendo sopra un trapezio e attaccarsi a una rete senza toccare l'acqua con nessuna parte del corpo;
- Anelli sospesi: il concorrente doveva camminare su un ponte, aggrappandosi con degli anelli e muovendosi oscillando tra i vari pioli, senza cadere;
- Ninja Wall: il concorrente, per completare il percorso, doveva scalare un muro alto 4 metri, prendendo la rincorsa e schiacciare il pulsante che stoppava il tempo di gara. Al giocatore erano consentiti tre tentativi per scalare la parete.

### Quinta puntata
Data: Domenica 13 novembre 2016

#### Percorso
Ogni concorrente per completare il percorso a ostacoli doveva superare queste prove:
- Five Steps: il concorrente doveva iniziare il percorso, camminando su cinque pannelli inclinati di 45 gradi, senza toccare l'acqua e senza cadere;
- Le tende volanti: superati i Five Steps, il concorrente doveva aggrapparsi a una tenda attaccata a una fune inclinata e iniziare la discesa senza toccare l'acqua;
- Il ponte di spade: il concorrente doveva camminare lungo un asse rotante su cui erano posate delle tavole inclinate, cercando di rimanere in equilibrio senza cadere;
- Le funi e la rete: il concorrente doveva prendere la rincorsa muovendosi tra due funi sospese e poi oscillarsi raggiungendo la rete senza toccare l'acqua con nessuna parte del corpo;
- I cerchi volanti: il concorrente doveva muoversi aggrappandosi a quattro cerchi ruotanti attaccati a una sbarra fino al lato opposto della piscina senza cadere;
- Ninja Wall: il concorrente, per completare il percorso, doveva scalare un muro alto 4 metri, prendendo la rincorsa e schiacciare il pulsante che stoppava il tempo di gara. Al giocatore erano consentiti tre tentativi per scalare la parete.

### Sesta e settima puntata
Data: Domenica 20 e 27 novembre 2016

#### Percorso
In questi due quarti di finale, i 75 concorrenti che hanno passato le qualificazioni, per completare il percorso a ostacoli, dovevano superare queste prove:
- La giungla: Il concorrente doveva muoversi aggrappandosi a delle funi sospese, muovendosi e oscillandosi tra queste senza cadere e cercando di arrivare al lato opposto.
- Cime tempestose: Il concorrente doveva muoversi oscillando tra sei barre verticali di diversa altezza sospese cercando di rimanere in equilibrio.
- Il pendolo di Newton: Il concorrente doveva correre sopra quattro palloni rotanti attaccati a delle corde cercando di rimanere in equilibrio.
- Il percorso della scimmia e l'attaccapanni: Il concorrente doveva attaccarsi prima a delle sbarre sospese e poi a un attaccapanni sospeso muovendosi tra questi senza cadere nella piscina sottostante.
- Il camino finale: Il concorrente doveva aggrapparsi ai bordi di una parete verticale con mani e piedi e scalare un intero muro alto sei metri, poi, arrivato in cima, doveva schiacciare il pulsante per fermare il tempo della prova.

### Ottava e nona puntata
Data: Domenica 4 e 11 dicembre 2016

#### Percorso
In queste due semifinali, i 40 concorrenti che hanno passato i quarti di finale, per completare il percorso a ostacoli, dovevano superare queste prove:
- Five Steps: il concorrente doveva iniziare il percorso, camminando su cinque pannelli inclinati di 45 gradi, senza toccare l'acqua e senza cadere;
- L'ufo: superati i Five Steps, il concorrente doveva aggrapparsi a un frisbee attaccato a una fune e a una corda iniziando la discesa senza toccare l'acqua;
- Il ponte rotante: il concorrente doveva camminare lungo un asse rotante cercando di rimanere in equilibrio senza cadere;
- La rete: il concorrente, doveva prendere la rincorsa saltando su un tappeto elastico e poi raggiungere la rete senza toccare l'acqua con nessuna parte del corpo.
- I cerchi oscillanti: il concorrente doveva muoversi aggrappandosi a tre cerchi ruotanti attaccati a una sbarra fino al lato opposto della piscina senza cadere;
- Ninja Wall: il concorrente, per completare il percorso, doveva scalare un muro alto 4 metri, prendendo la rincorsa e schiacciare il pulsante che stoppava il tempo di gara. Al giocatore erano consentiti tre tentativi per scalare la parete.
- Le liane d'acciaio: Il concorrente doveva muoversi oscillando tra cinque catene d'acciaio di cui tre con poggiapiedi cercando di rimanere in equilibrio.
- Il serpente di ferro: Il concorrente doveva muoversi lungo due assi irregolari paralleli con l'ausilio di due anelli cercando di rimanere in equilibrio.
- Il camino finale: Il concorrente doveva aggrapparsi ai bordi di una parete verticale con mani e piedi e scalare un intero muro alto sei metri, poi, arrivato in cima, doveva schiacciare il pulsante per fermare il tempo della prova.

### Decima puntata
Data: Domenica 18 dicembre 2016

#### Percorso
In questa finale, i 20 concorrenti finalisti dovevano completare il percorso composto da 20 ostacoli diviso in due manche nel minor tempo possibile. Le prove da superare erano le seguenti:
- Five Steps: il concorrente doveva iniziare il percorso, camminando su cinque pannelli inclinati di 45 gradi, senza toccare l'acqua;
- Lo scivolo e la fune: superati i Five Steps, il concorrente doveva aggrapparsi a una sbarra orizzontale rotante attaccata a due barre inclinate e a una corda iniziando la discesa senza toccare l'acqua;
- Il ponte rotante: il concorrente doveva camminare lungo un asse rotante cercando di rimanere in equilibrio senza cadere;
- La rete: il concorrente, doveva prendere la rincorsa saltando su un tappeto elastico e poi raggiungere la rete senza toccare l'acqua.
- Le maniglie sospese: il concorrente doveva muoversi aggrappandosi a due maniglie oscillanti attaccate a una sbarra fino al lato opposto della piscina senza cadere;
- Ninja Wall: il concorrente, per completare il percorso, doveva scalare un muro alto 4 metri, prendendo la rincorsa e schiacciare il pulsante che stoppava il tempo di gara. Al giocatore erano consentiti tre tentativi per scalare la parete.
- Le liane d'acciaio: Il concorrente doveva muoversi oscillando tra cinque catene d'acciaio di cui tre con poggiapiedi cercando di rimanere in equilibrio.
- Spider Jump: Il concorrente doveva prendere la rincorsa saltando su un tappeto elastico e camminare con mani e piedi lungo due pareti laterali orizzontali senza cadere.
- Il camino: Il concorrente doveva aggrapparsi ai bordi di una parete verticale con mani e piedi e scalare un intero muro alto sei metri, poi, arrivato in cima doveva schiacciare il pulsante per fermare il tempo della prova.
- La giungla: Il concorrente doveva muoversi aggrappandosi a delle funi sospese, muovendosi e oscillandosi tra queste cercando di arrivare al lato opposto.
- Salmon Ladder: Il concorrente doveva aggrapparsi su una trave, e salire spingendosi con le braccia su quattro appigli.
- Il ponte instabile: Il concorrente, superato il Salmon Ladder, doveva camminare con le mani restando in equilibrio lungo una tavola orizzontale.
- L'anello di Giove: Superato il ponte instabile, il concorrente doveva saltare su un tappeto elastico, aggrapparsi a un anello rotante e raggiungere la parte opposta del percorso.
- Il rompighiaccio: Il concorrente doveva attaccarsi a una trave sospesa e muoversi attraverso dei pioli da infilare in vari buchi restando in equilibrio.
- La roulette: Superato il rompighiaccio, il concorrente doveva muoversi aggrappato a dei raggi di una ruota attaccati a un carrello rotante cercando di rimanere in equilibrio.
- Lo schiacciasassi: In ultimo, il concorrente per poter fermare il tempo di gioco doveva sollevare delle pareti da 30 kg, 40 kg e 50 kg e poi schiacciare il pulsante per terminare il percorso.
- Le quattro porte: Il concorrente, senza limite di tempo, doveva restare in equilibrio e camminare aggrappandosi a quattro porte e raggiungere il lato opposto della piscina.
- Cliff Hanger: Il concorrente doveva attaccarsi a delle linee di una parete muovendosi fino al lato opposto senza cadere;
- Il volo della vittoria: Superato il Cliff Hanger, il giocatore doveva attaccarsi a quattro travi spezzate sospese arrivando al lato opposto della piscina senza cadere;
- Il Monte Midoriyama: Il concorrente doveva arrampicarsi a una fune e raggiungere in 30 secondi la cima del monte alta 24 metri.

Il concorrente che ha superato l'ultimo ostacolo nel minor tempo possibile o che è andato più lontano vince il titolo e un viaggio a Las Vegas.
Il vincitore di questa prima edizione del programma è stato Riccardo Piazza.

## Ascolti
La prima puntata ha ottenuto 951.000 spettatori e il 3,7% di share, grazie alla trasmissione in simulcast su tutti i canali free del gruppo Discovery Italia (Real Time, DMAX, Giallo, Focus, K2 e Frisbee). I dati nella tabella indicano il numero di telespettatori e lo share corrispondenti al NOVE.
| Puntata | Data             | Telespettatori | Share |
| ------- | ---------------- | -------------- | ----- |
| 1       | 16 ottobre 2016  | 336 000        | 1,30% |
| 2       | 23 ottobre 2016  | 496 000        | 1,80% |
| 3       | 30 ottobre 2016  | 529 000        | 2,10% |
| 4       | 6 novembre 2016  | 355 000        | 1,30% |
| 5       | 13 novembre 2016 | 332 000        | 1,20% |
| 6       | 20 novembre 2016 | 324 000        | 1,20% |
| 7       | 27 novembre 2016 | 323 000        | 1,20% |
| 8       | 4 dicembre 2016  | 395 000        | 1,50% |
| 9       | 11 dicembre 2016 | 310 000        | 1,20% |
| 10      | 18 dicembre 2016 | 318 000        | 1,30% |
| Media   | Media            | 371.800        | 1,41% |